# Cardomanica longispinata
Cardomanica longispinata är en kräftdjursart som först beskrevs av Mark J. Grygier 1984.  Cardomanica longispinata ingår i släktet Cardomanica och familjen Synagogidae. Inga underarter finns listade i Catalogue of Life.